# 变化盲视
变化盲视（英文：Change blindness）是指视觉场景中的某些变化并無被观察者注意到的心理现象。例如，观察者常常无法注意到图像忽然闪灭并忽然恢复时引入的主要差异。产生这种现象的原因包括场景中的障碍物，眼球运动、地点的变化，或者是缺乏注意力等。 变化盲视是实验室科学家和心理学家发现的惊人现象之一。